# Thorvald Bindesbøll

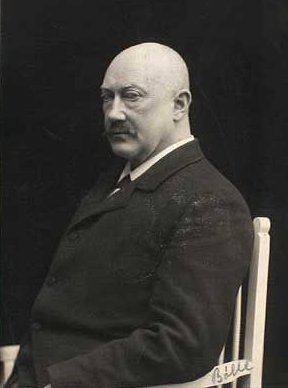
Thorvald Bindesbøll

Thorvald Bindesbøll (* 21. Juli 1846 in Kopenhagen; † 27. August 1908 in Frederiksberg) war ein dänischer Architekt, Bildhauer und Designer. Er entwarf unter anderem den Drachenbrunnen in Kopenhagen und das bis heute unveränderte Label der Biermarke Carlsberg. Neben zahlreichen Villen, dem Wohnheim für Post- und Telegrafenbeamte sowie dem Seemannsheim in Kopenhagen erlangte er vor allem als Kunstgewerbler Bedeutung
Er ist der Sohn des Architekten Gottlieb Bindesbøll. Seine Schwester war die Textilkünstlerin Johanne Bindesbøll. Er besuchte die Königlich Dänische Kunstakademie und schloss dort 1876 sein Studium als Architekt ab. Als der Erfolg in diesem Feld ausblieb, begann er sich dem Kunsthandwerk zuzuwenden.  Zunächst arbeitete er in einer Reihe namhafter Keramikmanufakturen. Später entwarf er auch Schmuck, Möbel und Besteck. Er erlangte internationale Aufmerksamkeit auf der Pariser Weltausstellung 1900, wo er für sein Dekor des dänischen Pavillons eine Goldmedaille erhielt. Bindesbøll starb in Frederiksberg und wurde auf dem Ældre Kirkegård in Frederiksberg begraben.
Für seine Entwürfe wurde er in den Dänischen Kulturkanon 2006 aufgenommen.